# Università di Tallinn
L’Università di Tallinn è la terza più grande università dell'Estonia. Ha sede a Tallinn, la capitale dell'Estonia.
L'università ha molti studenti internazionali, una didattica friendly ed è suddivisa in diversi college. L'istituto, inoltre, garantisce una considerevole libertà accademica (selezione del piano di studi), garantendo un'alta qualità dell'istruzione.

## Storia

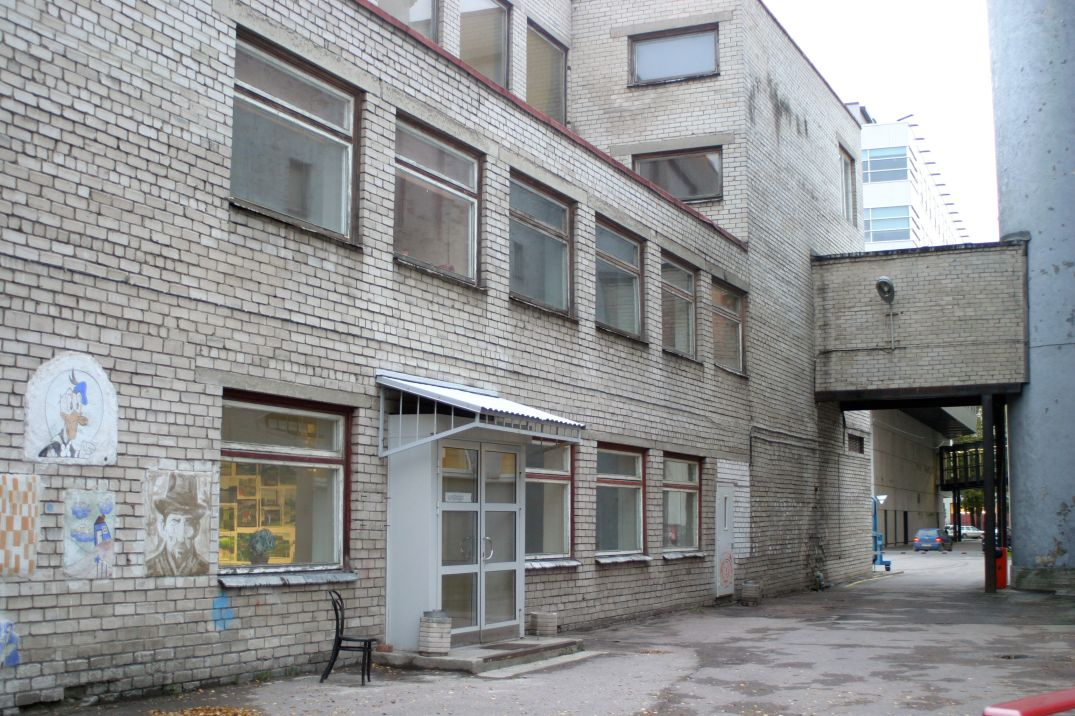
Campus Ursa

L'Università di Tallinn nasce il 18 marzo del 2005 dall'unione di diverse università ed istituti precedentemente presenti a Tallinn: in particolare, la Biblioteca Universitaria Estone, la Baltic Film and Media School, l’Istituto Estone delle Scienze Umane, l’Istituto di Storia e l’Università pedagogica di Tallinn.
Le sue eccellenze riguardano il campo delle scienze umane e sociali ma vede un costante progresso negli ambiti tecnico-scientifico, nonché vanta una lunga tradizione nella formazione degli insegnanti e della ricerca educativa.

## L'università
L'Università di Tallinn è un istituto dalla didattica innovativa, riconosciuta sia nazionalmente che internazionalmente.
L'obiettivo principale di quest'università è incoraggiare lo sviluppo sostenibile della ricerca in Estonia, avvalendosi di una fitta rete di partnership accademiche.
L'università comprende 19 istituti universitari e 6 college, all'interno dei quali si studiano queste sei principali aree disciplinari:
- Scienze dell'educazione
- Scienze umane
- Arte
- Scienze naturali
- Scienze sociali
- Medicina

L'università conta oltre 10000 studenti (600 dei quali provenienti da paesi stranieri) e 1100 professori e ricercatori dei quali circa il 9,5% sono stranieri.

## Internazionalizzazione
Una delle priorità che persegue l'università riguarda l'internazionalizzazione. Grazie ai suoi corsi di laurea e ai corsi intensivi di breve durata (Summer school, Winter school) in lingua inglese, risulta essere l'istituzione accademica più internazionalizzata tra quelle dei Paesi baltici. Tutte le facoltà sono a numero chiuso e prevedono una serie di esami d'ammissione.
Attualmente l'università risulta aver stipulato partnership con oltre 50 università in Europa, Stati Uniti d'America, Giappone, Cina, Russia e molti altri paesi. Inoltre, accoglie oltre 600 studenti Erasmus ogni anno provenienti dai paesi membri dell'Unione europea.

### Corsi di laurea triennale

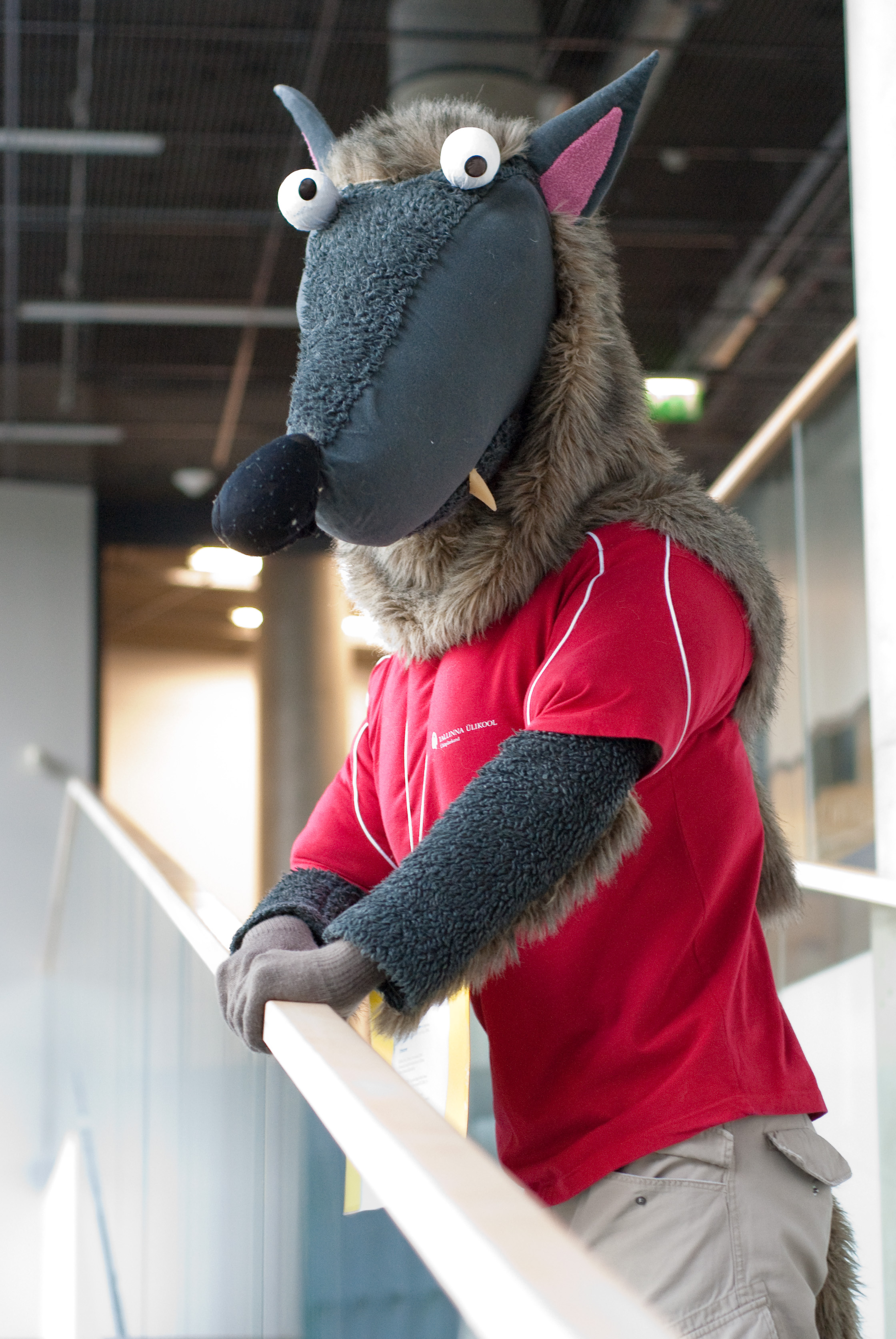
La mascotte ufficiale dell'università Eksmati

Questi programmi di studio sono erogati totalmente in lingua inglese:
- Media audiovisuali, su tlu.ee. URL consultato il 22 marzo 2014 (archiviato dall'url originale il 10 marzo 2014).
- Produzione multimediale, su tlu.ee. URL consultato il 22 marzo 2014 (archiviato dall'url originale il 22 marzo 2014).
- Legge, su tlu.ee. URL consultato il 22 marzo 2014 (archiviato dall'url originale il 25 marzo 2014).
- Arti liberali e scienze umane, su tlu.ee. URL consultato il 22 marzo 2014 (archiviato dall'url originale il 22 marzo 2014).
- Arti liberali e scienze sociali, su tlu.ee. URL consultato il 22 marzo 2014 (archiviato dall'url originale il 25 marzo 2014).

### Corsi di laurea specialistica
Questi programmi di studio sono erogati totalmente in lingua inglese:
- Antropologia, su tlu.ee. URL consultato il 22 marzo 2014 (archiviato dall'url originale il 17 marzo 2014).
- Media audiovisuali: Televisione/Documentario, su tlu.ee. URL consultato il 22 marzo 2014 (archiviato dall'url originale il 19 marzo 2014).
- Management della comunicazione, su tlu.ee. URL consultato il 22 marzo 2014 (archiviato dall'url originale il 17 marzo 2014).
- Letterature comparate e Semiotica culturale, su tlu.ee. URL consultato il 22 marzo 2014 (archiviato dall'url originale il 17 marzo 2014).
- Apprendimento multimediale, su tlu.ee. URL consultato il 22 marzo 2014 (archiviato dall'url originale il 17 marzo 2014).
- Economia e Gestione della Pubblica Amministrazione, su tlu.ee. URL consultato il 22 marzo 2014 (archiviato dall'url originale il 17 marzo 2014).
- Studi europei (scienze politiche europee), su tlu.ee. URL consultato il 22 marzo 2014 (archiviato dall'url originale il 17 marzo 2014).
- Arti cinematografiche, su tlu.ee. URL consultato il 22 marzo 2014 (archiviato dall'url originale il 23 marzo 2014).
- Human-Computer Interaction, su tlu.ee. URL consultato il 22 marzo 2014 (archiviato dall'url originale il 22 marzo 2014).
- Diritto commerciale internazionale, su tlu.ee. URL consultato il 22 marzo 2014 (archiviato dall'url originale il 17 marzo 2014).
- Relazioni internazionali, su tlu.ee. URL consultato il 22 marzo 2014 (archiviato dall'url originale il 17 marzo 2014).

### Corsi brevi
- Tallinn Summer School, su summerschool.tlu.ee.
- Tallinn Winter School, su winterschool.tlu.ee.

## Struttura

### Istituti accademici

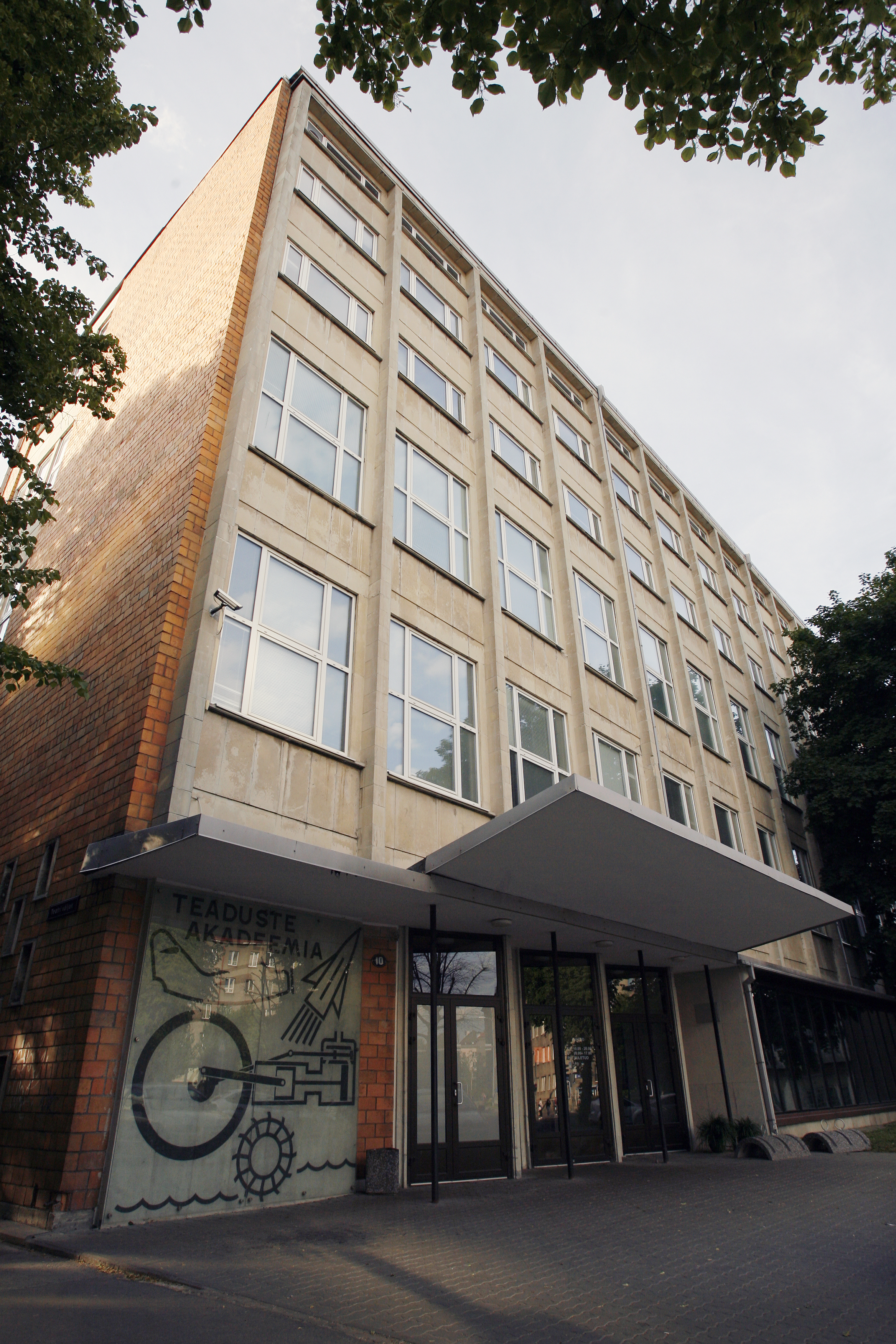
Biblioteca Accademica

- Istituto Estone delle Scienze umane, rettore: Tõnu Viik
- Istituto Estone di Futurologia, rettore: Erik Terk
- Istituto Estone di Studi sulla popolazione, rettore: Luule Sakkeus
- Istituto di Comunicazione, rettore: Tiina Hiob
- Istituto d'Ecologia, rettore: Mihkel Kangur
- Istituto di Scienze dell'educazione, rettore: Kristi Vinter
- Istituto della Lingua e della Cultura Estone, rettore: Piret Viires
- Accademia di belle arti, rettore: Orest Kormašov
- Istituto delle Lingue e delle Culture Germaniche e Romanze, rettore: Aigi Heero
- Istituto di Medicina e Sport, rettore: Kristjan Port
- Istituto di Storia, rettore: Erki Russow
- Istituto di Informatica, rettore: Peeter Normak
- Istituto di Scienze dell'informazione, rettore: Tiiu Reimo
- Istituto degli Studi Sociali ed Internazionali, rettore: Airi-Alina Allaste
- Istituto di Matematica e Scienze naturali, rettore: Ruth Shimmo
- Istituto di Scienze politiche, rettore: Anu Toots
- Istituto di Psicologia, rettore: Aleksander Pulver
- Istituto di lingua e cultura slava, rettore: Irina Belobrovtseva
- Istituto del Lavoro Sociale, rettore: Marju Medar

### College
- Baltic Film and Media School, rettore: Katrin Saks
- Catherine's College, rettore: Dimitri Mironov
- Haapsalu College, rettore: Triin Laasi
- Law School, presidente: Rein Müllerson
- Rakvere College Archiviato il 20 novembre 2015 in Internet Archive., rettore: Kalle Karron
- Pedagogical College, rettore: Silver Pramann